# Quintanar de la Orden (Gerichtsbezirk)
Der Gerichtsbezirk Quintanar de la Orden ist einer der sieben Gerichtsbezirke in der Provinz Toledo.
Der Bezirk umfasst 11 Gemeinden auf einer Fläche von 1.501,78 km² mit dem Hauptquartier in Quintanar de la Orden.

## Gemeinden
| Gemeinde                             | Einwohner (2024) | Fläche km² | Dichte Einw./km² | Cod INE | Postleitzahl |
| ------------------------------------ | ---------------- | ---------- | ---------------- | ------- | ------------ |
| Cabezamesada                         | 332              | 59,83      | 6                | 45027   | 45890        |
| Corral de Almaguer                   | 5.237            | 328,70     | 16               | 45054   | 45880        |
| Miguel Esteban                       | 4.733            | 93,00      | 51               | 45101   | 45830        |
| La Puebla de Almoradiel              | 4.887            | 106,13     | 46               | 45135   | 45840        |
| Quero                                | 979              | 104,22     | 9                | 45141   | 45790        |
| Quintanar de la Orden                | 11.194           | 87,87      | 127              | 45142   | 45800        |
| El Romeral                           | 541              | 78,92      | 7                | 45149   | 45770        |
| El Toboso                            | 1.723            | 144,19     | 12               | 45167   | 45820        |
| Villacañas                           | 9.489            | 268,51     | 35               | 45185   | 45860        |
| La Villa de Don Fadrique             | 3.553            | 83,15      | 43               | 45186   | 45850        |
| Villanueva de Alcardete              | 2.963            | 147,26     | 20               | 45192   | 45810        |
| Gerichtsbezirk Quintanar de la Orden | 45.631           | 1.501,78   | 30               | –       | –            |